# Paris Masters 2014 - Qualificazioni singolare
Le qualificazioni del singolare  del Paris Masters 2014 sono state un torneo di tennis preliminare per accedere alla fase finale della manifestazione. I vincitori dell'ultimo turno sono entrati di diritto nel tabellone principale. In caso di ritiro di uno o più giocatori aventi diritto a questi sono subentrati i lucky loser, ossia i giocatori che hanno perso nell'ultimo turno ma che avevano una classifica più alta rispetto agli altri partecipanti che avevano comunque perso nel turno finale.

## Teste di serie
1. Sam Querrey (Qualificato)
2. Steve Johnson (primo turno)
3. Jack Sock (Qualificato)
4. Jan-Lennard Struff (primo turno)
5. Gilles Müller (ultimo turno)
6. Andreas Seppi (primo turno)

1. Denis Istomin (Qualificato)
2. Bernard Tomić (ultimo turno)
3. Jarkko Nieminen (ultimo turno)
4. Serhij Stachovs'kyj (ultimo turno)
5. Federico Delbonis (ultimo turno)
6. Tejmuraz Gabašvili (primo turno)

## Qualificati
1. Sam Querrey
2. Lucas Pouille
3. Jack Sock

1. Donald Young
2. Denis Istomin
3. Kenny de Schepper

## Tabellone

### Legenda
| - Q = Qualificato - WC = Wild card - LL = Lucky loser | - ALT = Alternate - SE = Special Exempt - PR = Protected Ranking | - w/o = Walkover - r = Ritirato - d = Squalificato |

### Sezione 1
|  | Primo turno | Primo turno       | Primo turno | Primo turno | Primo turno |  |  | Ultimo turno | Ultimo turno      | Ultimo turno      | Ultimo turno | Ultimo turno |  |
|  |             |                   |             |             |             |  |  |              |                   |                   |              |              |  |
|  | 1           | Sam Querrey       | Sam Querrey | 6           | 6           |  |  |              |                   |                   |              |              |  |
|  | WC          | Axel Michon       | Axel Michon | 4           | 3           |  |  | 1            | Sam Querrey       | Sam Querrey       | 6            | 6            |  |
|  |             | Dušan Lajović     | 6           | 4           | 1           |  |  | 11           | Federico Delbonis | Federico Delbonis | 2            | 3            |  |
|  | 11          | Federico Delbonis | 4           | 6           | 6           |  |  |              |                   |                   |              |              |  |

### Sezione 2
|  | Primo turno | Primo turno     | Primo turno     | Primo turno | Primo turno |  |  | Ultimo turno | Ultimo turno    | Ultimo turno    | Ultimo turno | Ultimo turno |  |
|  |             |                 |                 |             |             |  |  |              |                 |                 |              |              |  |
|  | 2           | Steve Johnson   | Steve Johnson   | 65          | 3           |  |  |              |                 |                 |              |              |  |
|  | WC          | Lucas Pouille   | Lucas Pouille   | 7           | 6           |  |  | WC           | Lucas Pouille   | Lucas Pouille   | 6            | 7            |  |
|  |             | Andrej Kuznecov | Andrej Kuznecov | 4           | 4           |  |  | 9            | Jarkko Nieminen | Jarkko Nieminen | 2            | 5            |  |
|  | 9           | Jarkko Nieminen | Jarkko Nieminen | 6           | 6           |  |  |              |                 |                 |              |              |  |

### Sezione 3
|  | Primo turno | Primo turno          | Primo turno    | Primo turno | Primo turno |  |  | Ultimo turno | Ultimo turno  | Ultimo turno  | Ultimo turno | Ultimo turno |  |
|  |             |                      |                |             |             |  |  |              |               |               |              |              |  |
|  | 3           | Jack Sock            | 3              | 6           | 7           |  |  |              |               |               |              |              |  |
|  |             | Albert Ramos Viñolas | 6              | 3           | 6           |  |  | 3            | Jack Sock     | Jack Sock     | 6            | 6            |  |
|  | WC          | Vincent Millot       | Vincent Millot | 3           | 4           |  |  | 8            | Bernard Tomić | Bernard Tomić | 2            | 4            |  |
|  | 8           | Bernard Tomić        | Bernard Tomić  | 6           | 6           |  |  |              |               |               |              |              |  |

### Sezione 4
|  | Primo turno | Primo turno        | Primo turno        | Primo turno | Primo turno |  |  | Ultimo turno  | Ultimo turno  | Ultimo turno  | Ultimo turno | Ultimo turno |  |
|  |             |                    |                    |             |             |  |  |               |               |               |              |              |  |
|  | 4           | Jan-Lennard Struff | Jan-Lennard Struff | 6(1)        | 4           |  |  |               |               |               |              |              |  |
|  |             | Donald Young       | Donald Young       | 7           | 6           |  |  | Donald Young  | Donald Young  | Donald Young  | 7            | 6            |  |
|  |             | Igor Sijsling      | Igor Sijsling      | 6           | 7           |  |  | Igor Sijsling | Igor Sijsling | Igor Sijsling | 5            | 3            |  |
|  | 12          | Tejmuraz Gabašvili | Tejmuraz Gabašvili | 4           | 64          |  |  |               |               |               |              |              |  |

### Sezione 5
|  | Primo turno | Primo turno    | Primo turno    | Primo turno | Primo turno |  |  | Ultimo turno | Ultimo turno  | Ultimo turno  | Ultimo turno | Ultimo turno |  |
|  |             |                |                |             |             |  |  |              |               |               |              |              |  |
|  | 5           | Gilles Müller  | Gilles Müller  | 6           | 6           |  |  |              |               |               |              |              |  |
|  |             | Andrej Golubev | Andrej Golubev | 3           | 4           |  |  | 5            | Gilles Müller | Gilles Müller | 65           | 4            |  |
|  | Alt         | Nicolas Mahut  | Nicolas Mahut  | 64          | 4           |  |  | 7            | Denis Istomin | Denis Istomin | 7            | 6            |  |
|  | 7           | Denis Istomin  | Denis Istomin  | 7           | 6           |  |  |              |               |               |              |              |  |

### Sezione 6
|  | Primo turno | Primo turno         | Primo turno | Primo turno | Primo turno |  |  | Ultimo turno | Ultimo turno        | Ultimo turno | Ultimo turno | Ultimo turno |  |
|  |             |                     |             |             |             |  |  |              |                     |              |              |              |  |
|  | 6           | Andreas Seppi       | 2           | 78          | 1           |  |  |              |                     |              |              |              |  |
|  | WC          | Kenny de Schepper   | 6           | 6           | 6           |  |  | WC           | Kenny de Schepper   | 64           | 7            | 7            |  |
|  |             | Paolo Lorenzi       | 6           | 65          | 3           |  |  | 10           | Serhij Stachovs'kyj | 7            | 64           | 5            |  |
|  | 10          | Serhij Stachovs'kyj | 3           | 7           | 6           |  |  |              |                     |              |              |              |  |